# José María García Flores
José María García Flores, más conocido como Chema García (Plasencia, 27 de abril de 1987), es un exjugador español de baloncesto profesional, que ocupa la posición de escolta. Jugaría durante once temporadas en las filas de Amics del Bàsquet Castelló, la mayor parte de ellas en la Liga LEB Oro.

## Trayectoria deportiva
El jugador, natural de Plasencia (Cáceres) llegó a liga EBA de la mano del CB Chantada y Estudiantes de Lugo. Más tarde, jugaría en LEB Plata en las filas del Basket Navarra.
Chema aterrizó en Castellón en agosto de 2009 y siempre fue uno de los jugadores claves para llevar el equipo hasta la liga LEB Oro en la temporada 2014-15.
Durante la temporada 2017-18, Chema promedió 5,4 puntos por partido 2,6 asistencias y una valoración de 6,6 en Liga LEB Oro.
En verano de 2018, renueva por el conjunto castellonense durante una temporada más, acumulando una década en el cuadro valenciano.
En verano de 2020, cierra su etapa dentro del club después de 11 temporadas como jugador del primer equipo castellonense, que supondrían su retirada de las canchas de baloncesto para formar parte del club.

## Estadísticas
| Temporada | Competición  | Partidos | Minutos | Puntos | 2pt   | 3pt   | T. Camp | T.L.  | R.D. | R.O. | R.T. | As. | B.R. | B.P. | Tap. Fav. | Tap. Con. | Faltas C. | Faltas R. | Valoración |
| --------- | ------------ | -------- | ------- | ------ | ----- | ----- | ------- | ----- | ---- | ---- | ---- | --- | ---- | ---- | --------- | --------- | --------- | --------- | ---------- |
| 2018/2019 | Liga Regular | 28       | 15:36   | 3.3    | 45%   | 22.9% | 34.7%   | 96.9% | 0.9  | 0.2  | 1.1  | 2   | 0.4  | 1.3  | 0         | 0.1       | 1.6       | 1.8       | 3.8        |
| 2017/2018 | Liga Regular | 30       | 17:47   | 5.3    | 48.5% | 30.6% | 41%     | 87.3% | 1.5  | 0.1  | 1.6  | 2.6 | 0.5  | 1.6  | 0         | 0.1       | 1.6       | 2.6       | 6.7        |
|           | Playoff      | 4        | 17:30   | 6.3    | 40%   | 44.4% | 42.1%   | 62.5% | 1.5  | 0.3  | 1.8  | 2.3 | 0.5  | 1    | 0         | 0.5       | 2.5       | 2.5       | 5.8        |
| 2016/2017 | Liga Regular | 34       | 16:49   | 6.1    | 39.8% | 35.9% | 38.2%   | 74.1% | 1.2  | 0.1  | 1.3  | 2.4 | 0.6  | 1.6  | 0         | 0.2       | 1.4       | 2.5       | 6.2        |
| 2015/2016 | Liga Regular | 30       | 19:13   | 8.7    | 50.4% | 38.2% | 45.9%   | 82.5% | 1.5  | 0.2  | 1.7  | 2.5 | 0.5  | 2.4  | 0         | 0.3       | 1.8       | 3.5       | 8.5        |

Tras acumular más de 300 partidos como jugador castellonense, en mayo de 2019 el Tau Castelló anuncia su renovación por una temporada más.

## Palmarés
- 2011-12 Ascenso a LEB Plata con Amics del Bàsquet Castelló
- 2014-15 Ascenso a LEB Oro con Amics del Bàsquet Castelló
- 2014-15 Copa LEB Plata con Amics del Bàsquet Castelló